# Souldia
Souldia, de son vrai nom Kevin Saint-Laurent, est un rappeur canadien né le 24 mai 1985 dans Limoilou, à Québec, au Québec (Canada). Il est actif sur la scène du rap québécois depuis le début des années 2000, mais n'atteint une certaine notoriété grand public que vers la fin des années 2010.
La plume de Souldia est réputée pour ses « récits crus » , son « impudeur » et ses « textes d’écorché vif mêlant l’égo-trip au storytelling ».

## Biographie

### Enfance

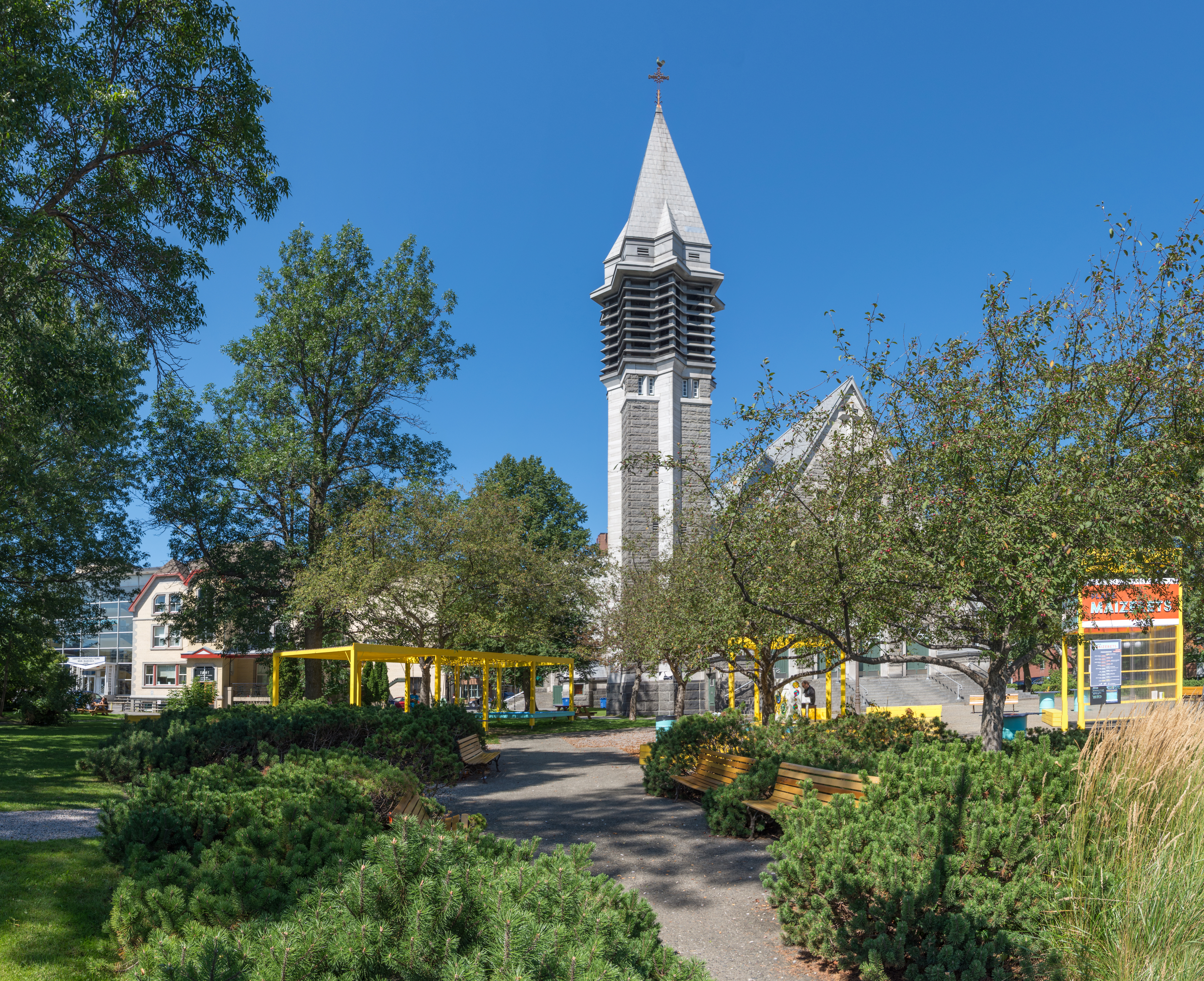
Kevin Saint-Laurent naît dans le quartier Maizerets.

Souldia est né sous le nom de Kevin Saint-Laurent le 24 mai 1985 dans le quartier Maizerets du secteur Limoilou, à Québec,.
Jeune délinquant, il grandit « dans la misère » et fréquente les centres jeunesse. En 2009, il est arrêté en possession d'une arme à feu prohibée et chargée. Il est incarcéré pendant 29 mois à la prison d'Orsainville, dont 21 jours en isolement,.
Il est le père de 2 enfants.

## Carrière

### Débuts
Sa carrière commence au début des années 2000. Il raconte alors son quotidien dans les quartiers difficiles de Québec en compagnie de son complice Infrak au sein du groupe Mafia 03, puis du Collectif 187, auquel se greffent Die-On, Crazy8 et Le Dangereux,,.
Le premier album solo de Souldia, Art Kontrol, est lancé en 2009 chez Abuzive Muzik. Il se produit alors dans les bars de Québec. Ses pièces connaissent alors un succès local, relayées par les médias spécialisées.
Il fait ensuite paraître plusieurs albums studio et mixtapes, le plus souvent sous étiquette Explicit : Double tranchant en 2011, Les Origines du mal en 2012, Krime grave en 2014, Les archives volume 3, Amsterdam et Sacrifice en 2016. À cette époque, « la période créative la plus prolifique de sa vie », les textes sont plus noirs, teintés par ses bagarres et ses activités de vente de drogue. Il doit s'isoler chez lui pour écrire ses textes.

### Du street rap à la célébrité
En 2017, il lance l'album Ad Vitam Æternam, cinquième album studio, enregistré sur une dizaine de jours à Saint-Zénon au Wild Studio. Cet album marque le passage du statut d'amateur à celui de professionnel; Souldia se consacre alors à temps plein à la musique. Ad Vitam Æternam est mis en musique par Christophe Martin et Farfadet. Souldia explore des styles jusqu'alors laissés de côtés : la musique électronique est plus présente et certaines chansons versent dans l'afro-trap. C'est sur cet album « mélancolique » que le rappeur s'ouvre sur sa période en isolement en prison et sur son nouveau statut de père.
À la suite du lancement d'Ad Vitam Æternam, Souldia part en tournée avec Manu Militari,.
En 2018 paraît l'album Survivant, sixième album studio. L'opus est nommé en référence au démantèlement du collectif 187 : déportation de Crazy8 en Allemagne, incarcération longue du Dangereux, disparition de Die-On et mort par surdose d'Infrak. L'album est dédié à la mémoire de ce dernier, et ses textes rappellent par l'événement. Les critiques relèvent que l'album est moins sombre que les précédents, mais demeure marqué par l'ancien mode de vie de Souldia,. Farfadet signe la moitié des musiques. De nombreux invités apparaissent sur l'une ou l'autre des pièces : DawaMafia, Enima, Fou Furieux, Izzy-S, Lost, Marieme, MB, Rymz et la superstar du rap français Sinik.
Le succès de Survivant lui vaut le statut d'icône du rap québécois. L'album est primé sur les réseaux sociaux : le vidéoclip de « Paisible violence » avec Sinik atteint 730 000 vues sur YouTube en moins de 2 mois et celui de « Chacun sa manière » avec Enima et Fou Furieux dépasse les 2,5 millions de vues en moins de 6 mois. L'industrie récompense le rappeur de deux disques d'or en 2021 pour les morceaux  « Le bonheur des autres » et « Valentina », tirés de Survivant,.
À cette époque, Souldia se fait connaître du grand public grâce à ses passages à la télévision. En 2018, en spectacle aux Francofolies de Montréal, le parterre trop petit pour accueillir la foule massive qui se présente sur le site.
Moins d'un mois et demi après avoir lancé Survivant, Souldia publie L'album noir ― plus glauque, maladroit et informe que ses précédents enregistrements. L'album est noté trois étoiles dans Le Devoir.

### Consécration
En 2019, Souldia est en quête d'un second souffle et d'un changement de direction artistique; il quitte l'écurie Explicit et passe chez Disques 7ième Ciel, la boîte d'Anodajay,. Il est nommé pour la première fois au Gala de l'ADISQ en 2019 : son album Survivant est cité dans les catégories « Album de l'année - rap » et « Meilleur vendeur de l’année ». Il reçoit lors de l'industrie une bourse de 5 000 $.
Sa nouvelle étiquette publie l'album Backstage en avril 2020. L'album est qualifié d'« éclectique » dans Le Devoir, enchaînant les pièces introspectives, le gangster rap et les « bombes pop », toujours griffé des « récits crus qui ont fait la réputation de Souldia ». Les textes abordent les thèmes du partage, de la résilience, du respect et de la loyauté, sans encenser la violence et la criminalité. Le Journal de Montréal qualifie l'album de « point de rencontre [...] entre les fans de la première heure ainsi que monsieur et madame Tout-le-monde ». Eman d'Alaclair Ensemble, FouKi, Les Sozi, Loud, Seth Gueko, Sinik, Tizzo et White-B apparaissent sur l'album,. Le Journal lui attribue une note de quatre étoiles.
Silence radio, un album surprise, est aussi lancé en 2020.
Dixque d'art, dixième album studio de Souldia, est lancé 2021,. L'album est marqué par des « textes d’écorché vif mêlant l’égo-trip au storytelling, [un] éclectisme musical et une interprétation hautement poignante », selon HHQC. Dans Métro, on souligne les « textes chargés, honnêtes et introspectifs, traçant un portrait vif de sa propre personne, mais aussi des gens qui l’entourent et de la société en général » . Christophe Martin et Farfadet sont à l'origine des trames musicales, « solides » selon Le Soleil. Au gala de l'ADISQ 2022, Souldia remporte le prix Félix de la catégorie « Album de l'année - rap » pour Dixque d'art. Cet opus est également nommé dans les catégories « Album de l'année - Succès populaire » et « Réalisation de disque de l’année ».
Pour Le Soleil, 2022 est l'« année de consécration [du] prince de Limoilou[,] après 20 ans de carrière » : il est récompensé au gala de l'ADISQ, il est nommé juge à l'émission La fin des faibles diffusée à Télé-Québec, il est invité à Tout le monde en parle à Radio-Canada, il se produit avec Loud sur les Plaines d'Abraham au Festival d'été de Québec devant des dizaines de milliers de spectateurs.
En 2024, Non conventionnel est nommé au gala des prix Juno dans la catégorie « album francophone ». Ce même album lui vaut une nomination au Gala de l’ADISQ pour Album de l’année – Succès populaire. Il est également en lice pour l’Artiste masculin de l’année, l’Auteur ou compositeur de l’année et le Spectacle de l’année. Souldia remporte finalement le Félix pour l’Album de l’année – Rap avec cet album.

## Discographie

### Albums studio
- 2024 : Nouvelle Vie
- 2023 : Non conventionnel
- 2021 : Dixque d'art
- 2020 : Silence radio
- 2020 : Backstage
- 2018 : L'album noir
- 2018 : Survivant
- 2017 : Ad Vitam Æternam
- 2016 : Sacrifice
- 2014 : Krime grave
- 2011 : Art kontrol

### Albums de collaboration
- 2024 : Portrait Robot, avec Lost
- 2020 : OFF, avec Tizzo
- 2011 : Double tranchant, avec Saye

### Mixtapes
- 2016 : Amsterdam
- 2016 : Les archives, vol . 3
- 2012 : Les origines du mal